# ATC L02 – Endokrin terápia
Az ATC L02 – Endokrin terápia a gyógyszerek anatómiai, gyógyászati és kémiai osztályozási rendszerének (ATC) egyik alcsoportja.
| ATC L   | Daganatellenes szerek és immunmodulátorok |
| ------- | ----------------------------------------- |
| ATC L01 | Daganatellenes szerek                     |
| ATC L02 | Endokrin terápia                          |
| ATC L03 | Immunstimulánsok                          |
| ATC L04 | Immunszuppresszív szerek                  |

## L02A Hormonok és rokon vegyületek

### L02AAÖsztrogének
| L02AA01 | Dietilsztilbesztrol    | Diethylstilbestrol      | Diethylstilbestrolum |
| L02AA02 | Poliösztradiol foszfát | Polyestradiol phosphate |                      |
| L02AA03 | Etinilösztradiol       | Ethinylestradiol        | Ethinylestradiolum   |
| L02AA04 | Foszfesztrol           | Fosfestrol              |                      |

### L02AB Progesztogének
L02AB01 Megestrol
L02AB02 Medroxiprogeszteron
L02AB03 Gestonorone

### L02AEGonadotropin-kibocsátó hormon analógok
| L02AE01 | Buszerelin  | Buserelin   | Buserelinum   |
| L02AE02 | Leuprorelin | Leuprorelin | Leuprorelinum |
| L02AE03 | Goszerelin  | Goserelin   | Goserelinum   |
| L02AE04 | Triptorelin | Triptorelin |               |
| L02AE05 | Hisztrelin  | Histrelin   |               |

## L02B Hormon antagonisták és rokon szerek

### L02BA 	Antiösztrogének
L02BA01 Tamoxifen
L02BA02 Toremifene
L02BA03 Fulvestrant

### L02BBAntiandrogének
| L02BB01 | Flutamid    | Flutamide    | Flutamidum |
| L02BB02 | Nilutamid   | Nilutamide   |            |
| L02BB03 | Bikalutamid | Bicalutamide |            |
| L02BB04 | Enzalutamid | Enzalutamide |            |

### L02BG Enzimgátlók
| L02BG01 | Aminoglutetimid | Aminoglutethimide | Aminoglutethimidum |
| L02BG02 | Formesztán      | Formestane        |                    |
| L02BG03 | Anasztrozol     | Anastrozole       |                    |
| L02BG04 | Letrozol        | Letrozole         |                    |
| L02BG05 | Vorozol         | Vorozole          |                    |
| L02BG06 | Exemesztán      | Exemestane        |                    |

### L02BX Egyéb hormon antagonisták és kapcsolódó segédek
L02BX01 Abarelix